# Jaap van Heerden
Jaap van Heerden (Avereest, ca. 23 februari 1940) is een Nederlands wetenschapsfilosoof, columnist en voormalig hoogleraar psychologie aan de Universiteit van Maastricht.
Van Heerden schreef onder andere voor Propria Cures en Hollands Maandblad en ontving in 1991 de Dr. Wijnaendts Francken-prijs voor zijn essays. In 1997 was hij te gast in het VPRO programma Zomergasten. In de jaren negentig vormde hij samen met Theo van Gogh, Boudewijn Büch en Nelleke Noordervliet het vaste discussiepanel van het radio- en televisieprogramma De tafel van Pam, gepresenteerd door Max Pam. In 2005 trad hij op in het programma God bestaat niet, een zesdelige Nederlandse televisieserie van Paul Jan van de Wint en Rob Muntz uitgezonden door de RVU waarbij in elke aflevering een vooraanstaand wetenschapper zijn of haar visie uitlegde op de stelling waarom God niet kon bestaan.
Jaap van Heerden is getrouwd geweest met schrijfster Renate Rubinstein en is later getrouwd met voormalig zangeres Joey Dyser.